# Топас (гора)
Топас — гора в Українських Карпатах, у масиві Полонина Красна. Розташована в межах Тячівського району Закарпатської області.
Висота — 1548 м над р. м. Схили до висоти 1100—1200 м вкриті переважно буковими лісами, вище — полонини.
З вершини відкриваються краєвиди на довколишні гори: на схід — гірський масив Свидовець, на південний захід — масив гори Манчул, на північний захід — хребет Пишконя.
Унікальною особливістю гори Топас є гігантська вежа висотою близько 65 метрів, що розташована на її вершині.